# Ефимкин, Александр Сергеевич
Александр Сергеевич Ефимкин (род. 2 декабря 1981 в Куйбышеве) — российский профессиональный шоссейный велогонщик. Брат-близнец Владимира Ефимкина.

## Достижения
| 2005 - Тур Португалии — этап 3 - Неделя Ломбардии — 2-е место в общем зачёте 2006 - Чемпиона России, групповая гонка — 2-е место - Вольта Алентежу — 3-е место в общем зачёте 2007 - Неделя Ломбардии — этап 3 и генеральная классификация - Джиро дель Капо — этап 3 и генеральная классификация | 2008 - Париж — Ницца — 10-е место в общем зачёте 2009 - Париж — Камамбер — 3-е место в общем зачёте 2011 - Тур Турции — генеральная классификация |